# Collix foraminata
Collix foraminata är en fjärilsart som beskrevs av Achille Guenée 1858. Collix foraminata ingår i släktet Collix och familjen mätare. Inga underarter finns listade i Catalogue of Life.